# Leptogaster formosana
Leptogaster formosana är en tvåvingeart som beskrevs av Günther Enderlein 1914. Leptogaster formosana ingår i släktet Leptogaster och familjen rovflugor.
Artens utbredningsområde är Taiwan. Inga underarter finns listade i Catalogue of Life.